# Rossnes
Rossnes är en tätort i Øygardens kommun i Vestland fylke i västra Norge. Orten ligger vid fylkesväg 561 på ön Ona.
Orten har tidigare tillhört dåvarande Herdla kommun i Hordaland fylke.